# Lukáš Kubiš
Lukáš Kubiš (* 31. Januar 2000 in Zvolen) ist ein slowakischer Radrennfahrer, der sich auf die Wettbewerbe auf der Straße spezialisiert hat. Zuvor war er im Nachwuchsbereich auch im Cyclocross aktiv.

## Karriere
Der in Zvolen geborene Lukáš Kubiš startete 2017 und 2018 bereits bei verschiedenen Straßenrennen für Junioren, wie beim Giro della Lunigiana oder dem Course de la Paix Juniors. Zudem wurde er vom Slovenský olympijský a športový výbor für die Olympischen Jugend-Sommerspielen 2018 in Buenos Aires nominiert und nahm dort gemeinsam mit Tomáš Meriač für die Slowakei am Combined Criterium teil, wo sie den 19. Platz belegten. Zum neuen Jahr wurde er vom slowakischen UCI Continental Team Dukla Banska Bystrica verpflichtet. Direkt in der ersten Saison mit seinen neuen Team konnte er seine ersten UCI-Punkte außerhalb von nationalen Meisterschaften sammeln, als er bei der Tour du Sénégal nach sieben Etappen den fünften Platz in der Gesamtwertung belegte.
Während seiner Zeit als Junior und in der U23 fuhr Kubiš im Winter auch Cyclocrossrennen und wurde in der Saison 2017/2018 slowakischer Meister. Nach der Saison 2019/2020 konzentrierte er sich jedoch auf den Straßenradsport.
2020 konnte Lukáš Kubiš erstmals eine Etappe und auch ein Wertungstrikot gewinnen. Bei der Cycling Tour of Szeklerland sicherte er sich die Nachwuchswertung, und beim Grand Prix Chantal Biya konnte er die 167 Kilometer lange dritte Etappe gewinnen. Zudem sicherte er sich dort das Punktetrikot. Im Jahr 2021 durfte er dann die Slowakei bei den verschobenen Olympischen Sommerspielen 2020 in Tokio vertreten und ging sowohl im Einzelzeitfahren als auch im Straßenrennen an den Start. In ersterem belegte er in 1:06:25,20 Stunden den 37. Platz. Genauso wie sein Nationalmannschaftskollege Juraj Sagan beendete er das Straßenrennen nicht. Wie im letzten Jahr konnte er auch 2021 den Grand Prix Chantal Biya erfolgreich gestalten. Nach zwei Etappensiegen sicherte er sich auch die Gesamtwertung Rundfahrt wie auch die Punkte- und Nachwuchswertung.
Im Jahr 2023 konnte er in Marokko mit den Siegen beim Grand Prix du Prince Héritier Moulay El Hassan und beim Grand Prix du Trône erstmals  Eintagesrennen gewinnen. Zur Saison 2024 verließ er sein angestammtes Team und wechselte zum tschechischen Team Elkov-Kasper. Ihm gelang unter anderem das Double bei den slowakischen Meisterschaften (Straßenrennen und Einzelzeitfahren), außerdem wurde er als slowakischer Vertreter für das olympische Straßenrennen 2024 nominiert und beendete dies auf dem 29. Platz.
Zur Saison 2025 wechselte Kubiš zum französischen ProTeam Unibet Tietema Rockets.

## Erfolge
2017
 Slowakischer Meister – Cyclocross (Junioren)
2020
- Nachwuchswertung Cycling Tour of Szeklerland
- Slowakischer Meister – Straßenrennen (U23)
- eine Etappe und  Punktewertung Grand Prix Chantal Biya

2021
- Gesamtwertung, zwei Etappen,  Punktewertung und  Nachwuchswertung Grand Prix Chantal Biya

2022
- Slowakischer Meister – Straßenrennen (U23)

2023
- Grand Prix du Prince Héritier Moulay El Hassan
- Grand Prix du Trône
- eine Etappe Grand Prix Cycliste de Gemenc

2024
- Slowakischer Meister – Straßenrennen, Einzelzeitfahren
- Kirschblütenrennen Wels
- Visegrád 4 Bicycle Race – GP Polski

2025
- Grand Prix Cholet-Pays de la Loire
- Slowakischer Meister – Straßenrennen